# Torre Endoménech
Torre Endoménech (en valenciano y oficialmente, La Torre d'en Doménec, también conocido como La Torre dels Domenges) es un municipio de la Comunidad Valenciana España. Situado en la provincia de Castellón, en la comarca de la Plana Alta. Cuenta con 90 habitantes (INE 2020).

## Geografía
Está situado en el sector septentrional de la comarca en el llano interior de la provincia a los pies de la Peña Roja. Su paisaje, ligeramente ondulado y montañoso hacia el interior. El punto más alto de su término es el Tossal de la Creu, a 500 metros de altitud. En su término predominan  los olivos, almendros y algarrobos. 
Su clima es mediterráneo.
Se accede a esta localidad desde Castellón tomando la CV-10 y luego la CV-154.

### Localidades limítrofes
El término municipal de Torre Endoménech se encuentra casi totalmente rodeado por el de Villanueva de Alcolea aunque limita también con el de Cuevas de Vinroma.

## Historia
Los primeros vestigios de ocupación humana los tenemos en la Lloma Forner y els Racons, donde se ha hallado un poblado ibérico anterior al siglo V a. C. Las torres bajo cuya protección se alzaron las primeras viviendas de los agricultores han legado su nombre, unido al de su fundador, a este pueblo de origen medieval. El escudo de armas ostenta una gran torre que simboliza el nombre del pueblo, que nace, probablemente, con el dominio territorial de las Órdenes Militares sobre el “Castell de Coves”. Fray Lope Martínez, comendador calatraveño de Alcañiz, al dar carta puebla a Vilanova d’Alcolea se reservó el derecho y propiedades. En una de ellas se construyó una torre (Torre del Senyor o del Dumenge), alrededor de la cual surgió la actual población. La torre medieval, como tal, ya no existe. Por ser población abierta, sufrió vejámenes y exigencias de las guerras y no intervino en las luchas civiles. El escudo es cuadrilongo de punta redonda; en campo de azur, una torre cuadrada de su color, mazonada y aclarada de sable; por timbre, corona real abierta.
Formó parte históricamente de la alcaldía de Cuevas de Vinromá, y a partir del 1319 pertenecía a la orden de Montesa. La documentación medieval le llama también Torre del Domenge, posiblemente por ser el antiguo dominio o reserva señorial de Cuevas de Vinromá, posteriormente convertido en población. No conocemos su carta puebla, que aparece en 1300. En aquel siglo se llegó a un acuerdo para el pago del monopolio de hornos. Eclesiásticamente dependió de la parroquia de Vilanova d'Alcolea hasta el siglo XIX.Formó parte de la comarca histórica del Maestrazgo, hasta que en 1989, se le añadió a la actual comarca de La Plana Alta.

## Demografía
Torre Endoménech cuenta con una población de 182 habitantes (INE 2024).
| Gráfica de evolución demográfica de Torre Endoménech entre 1842 y 2021 |
| |
| Población de derecho según los censos de población del INE Población de hecho según los censos de población del INEEn estos censos se denominaba Torre Endoménech: 1842, 1981, 1991 y 2001. En este censo se denominaba Torre-Endoménech: 1857. En estos censos se denominaba Torre de Endoménech: 1860, 1877, 1887, 1897, 1900, 1910, 1920, 1930, 1940, 1950, 1960 y 1970. |

| 1990 | 1992 | 1994 | 1996 | 1998 | 2000 | 2002 | 2004 | 2007 | 2017 |
| ---- | ---- | ---- | ---- | ---- | ---- | ---- | ---- | ---- | ---- |
| 309  | 282  | 274  | 260  | 238  | 235  | 238  | 236  | 237  | 198  |

## Economía

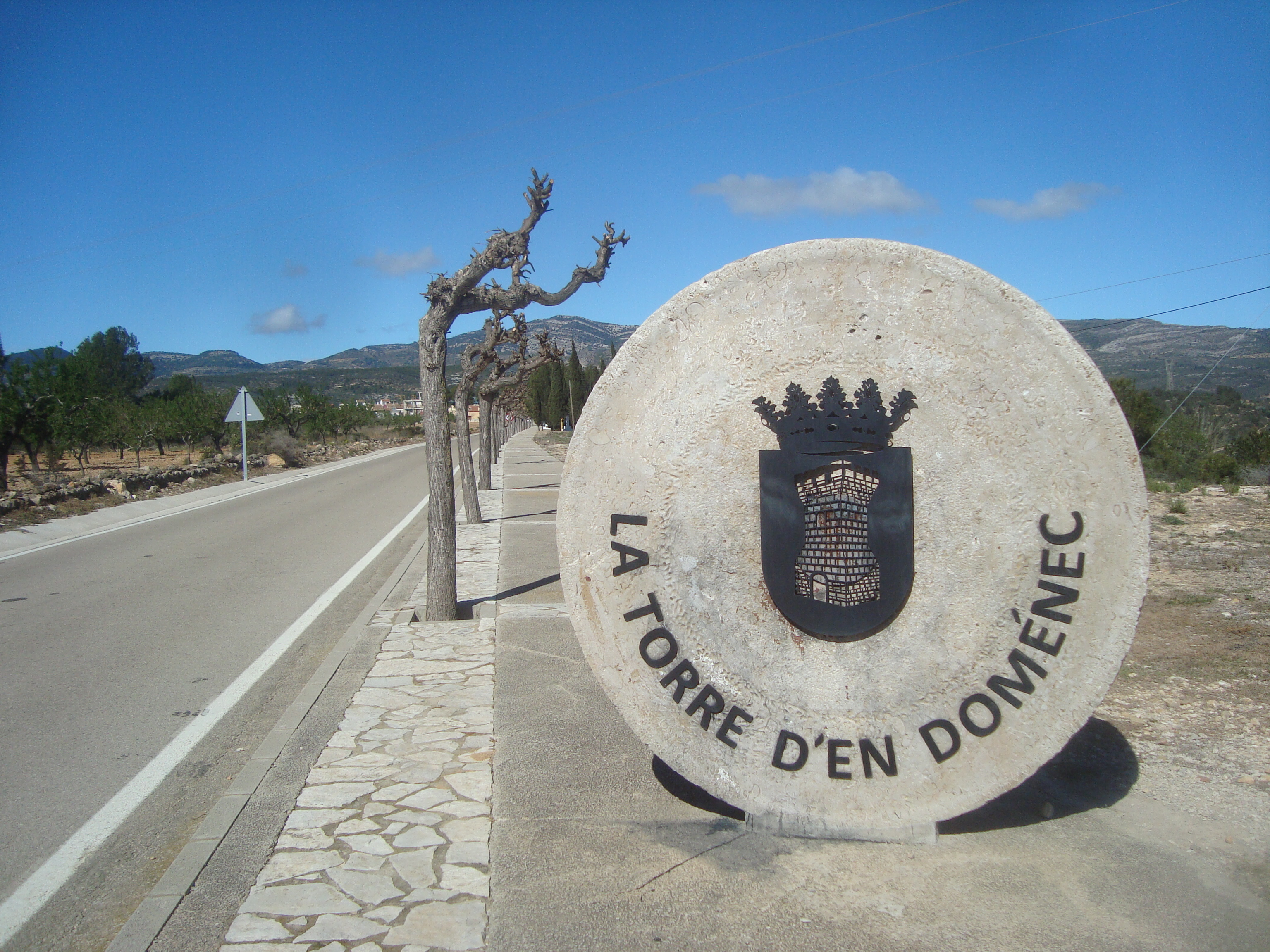
La Torre d'en Doménec, inscripción vial sobre una muela de piedra de molino de aceite de oliva.

Basada tradicionalmente en la agricultura de secano y en la ganadería. En estos últimos 25 años se han replatando los campos de viña en almendros, olivos e incluso algarrobos.

## Monumentos
- Iglesia parroquial de Santa Quiteria (Torre d'en Doménec)Ermita de la Mare de Déu de la font

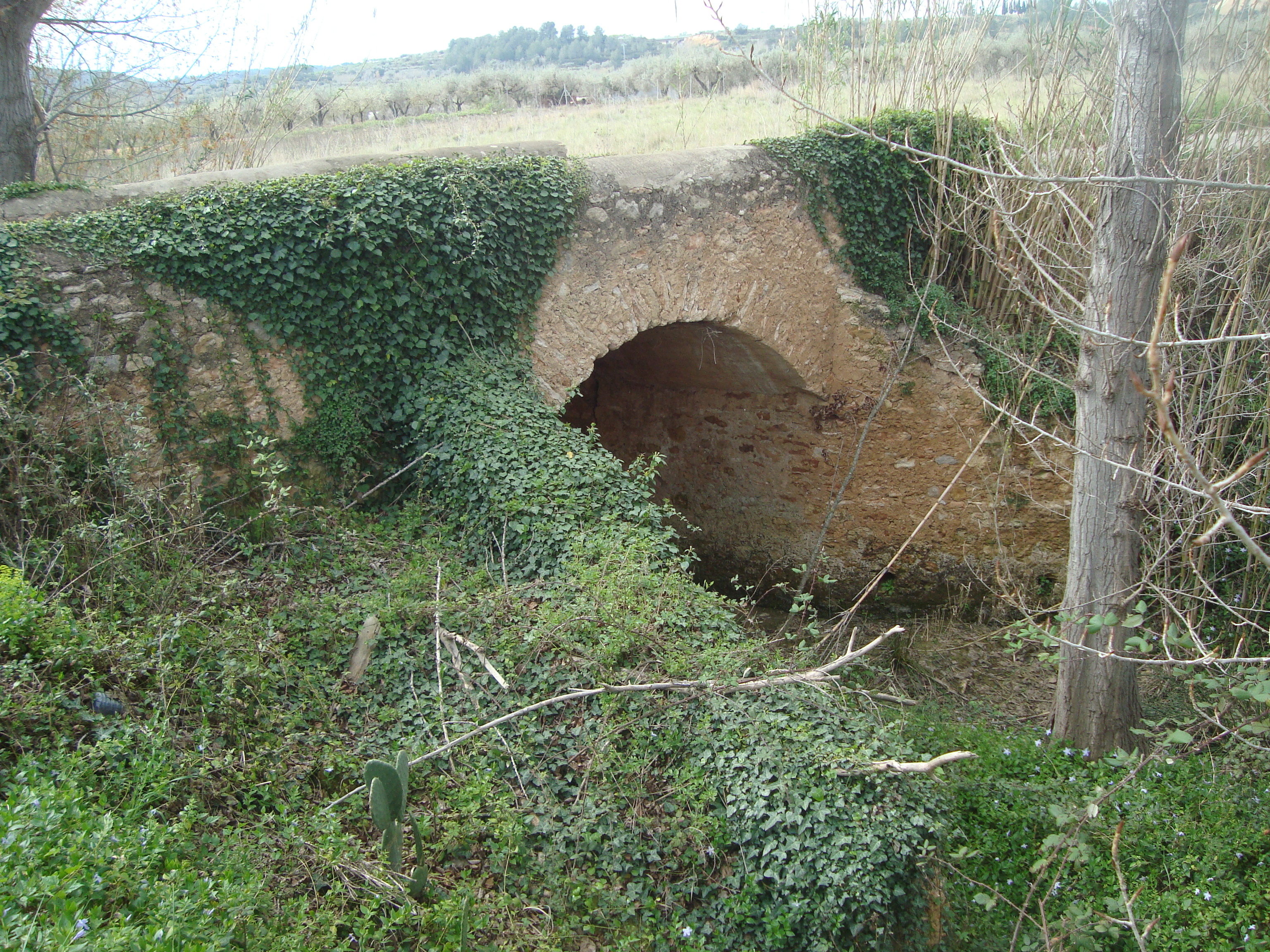
Pont Vell. Puente Viejo del Estornés.

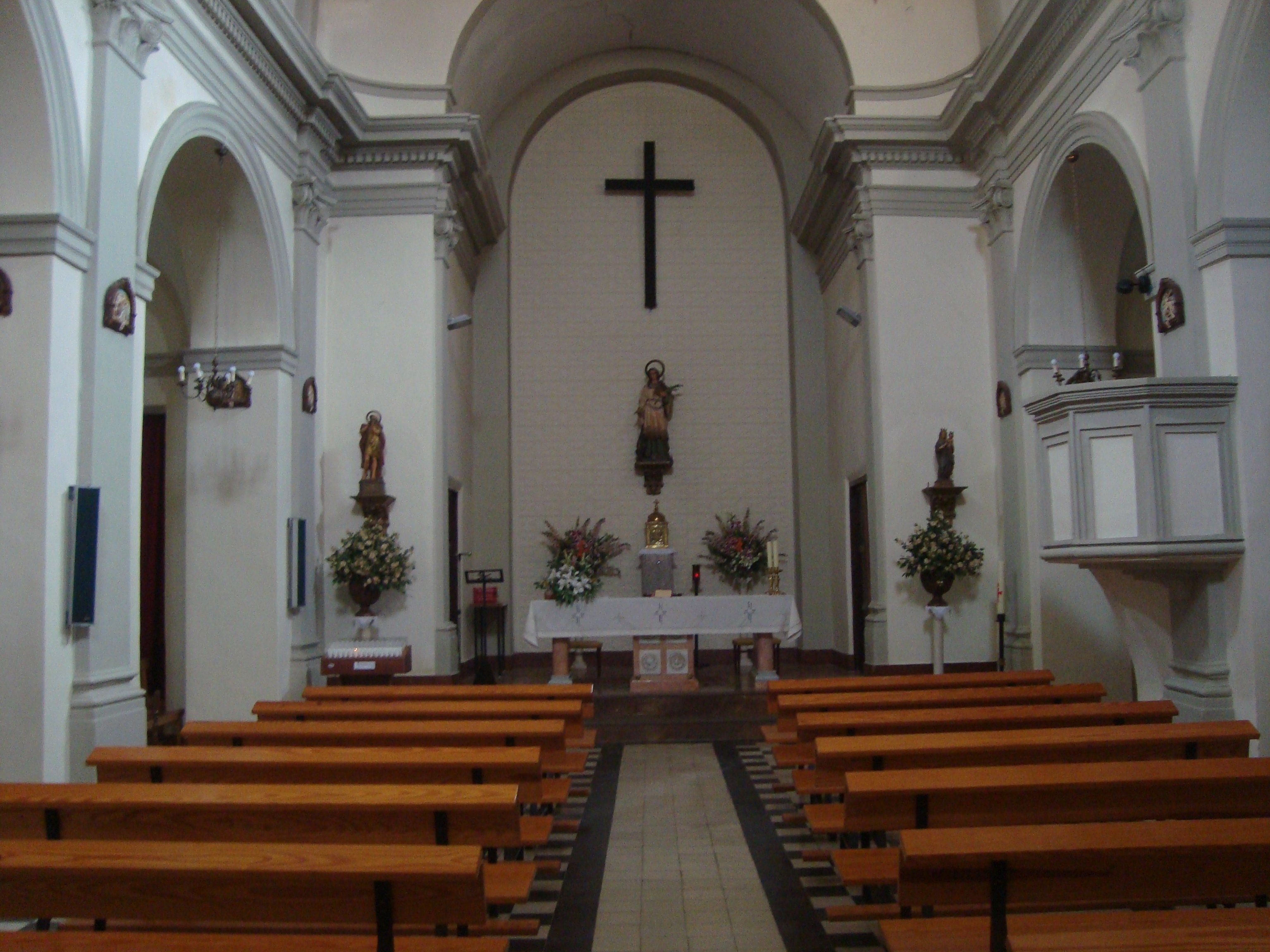
Iglesia parroquial de Santa Quiteria (Torre d'en Doménec)

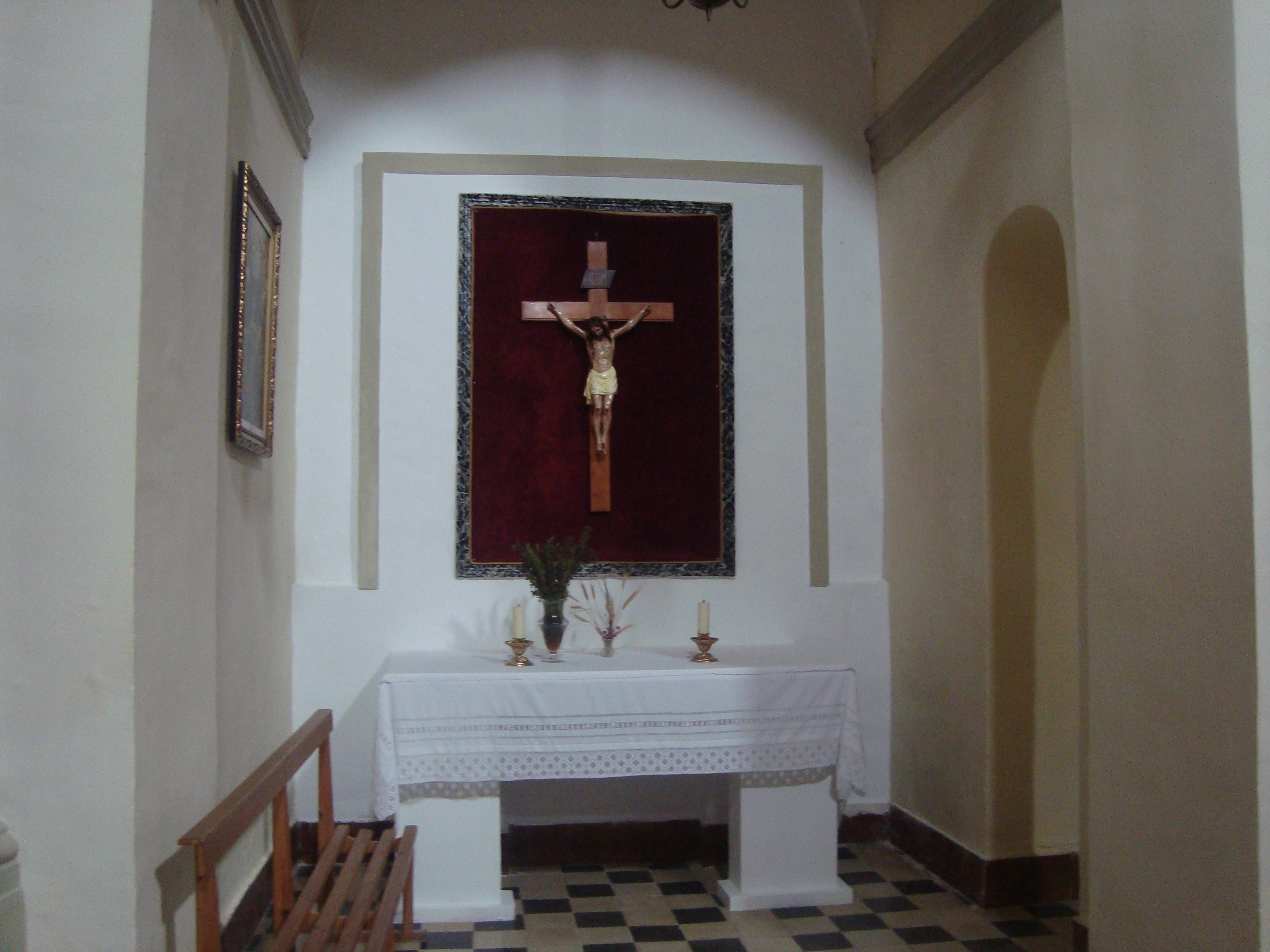
Iglesia parroquial de Santa Quitèria de la Torre d'en Doménec

Hay una ermita bajo la advocación de la Virgen de la Fuente, donde se veneraba una imagen de piedra de 32 centímetros de altura del siglo XV, que estaba en el nicho del frontispicio. Se trataba de una Virgen estante que ofrecía la singularidad de llevar al Niño en su brazo derecho. La Virgen llevaba corona real, flordelisada y cabellera partida que le caía abundante por encima de ambos hombros, vestía túnica con cinturón en el talle y manto de pliegues que recogía con ambas manos a la vez que sostenía al Niño. Este vestía túnica y tenía un pajarito en las manos.
Había restos de oro en la corona de la Virgen y en la cabellera del Niño. La imagen reseñada fue destruida en 1936. Posteriormente se encontraron sus trozos por algunos vecinos y fue reconstruida. ↵ Recientemente los Servicios de Restauración de la Excma. Diputación Provincial de Castellón se hicieron cargo de restaurar la imagen con el mejor acabado posible y corregir las diversas anomalías e imperfecciones detectadas para aproximarse lo máximo a su estado original. El resultado ha sido muy satisfactorio para todos los vecinos, y en especial para los miembros de la Junta encargada de su custodia, que además habían elaborado una peana conmemorativa.
La imagen ha sido nuevamente colocada en su tradicional lugar de veneración.
- La iglesia

La iglesia estuvo aneja a la de Vilanova d’Alcolea hasta el 19 de marzo de 1828, en que se erigió en parroquia. Está dedicada a Santa Quiteria. El templo antiguo resultaba pequeño y en 1865 empezó la edificación del nuevo en el mismo lugar, que consta de una nave claustral de orden compuesto, con capillas laterales.

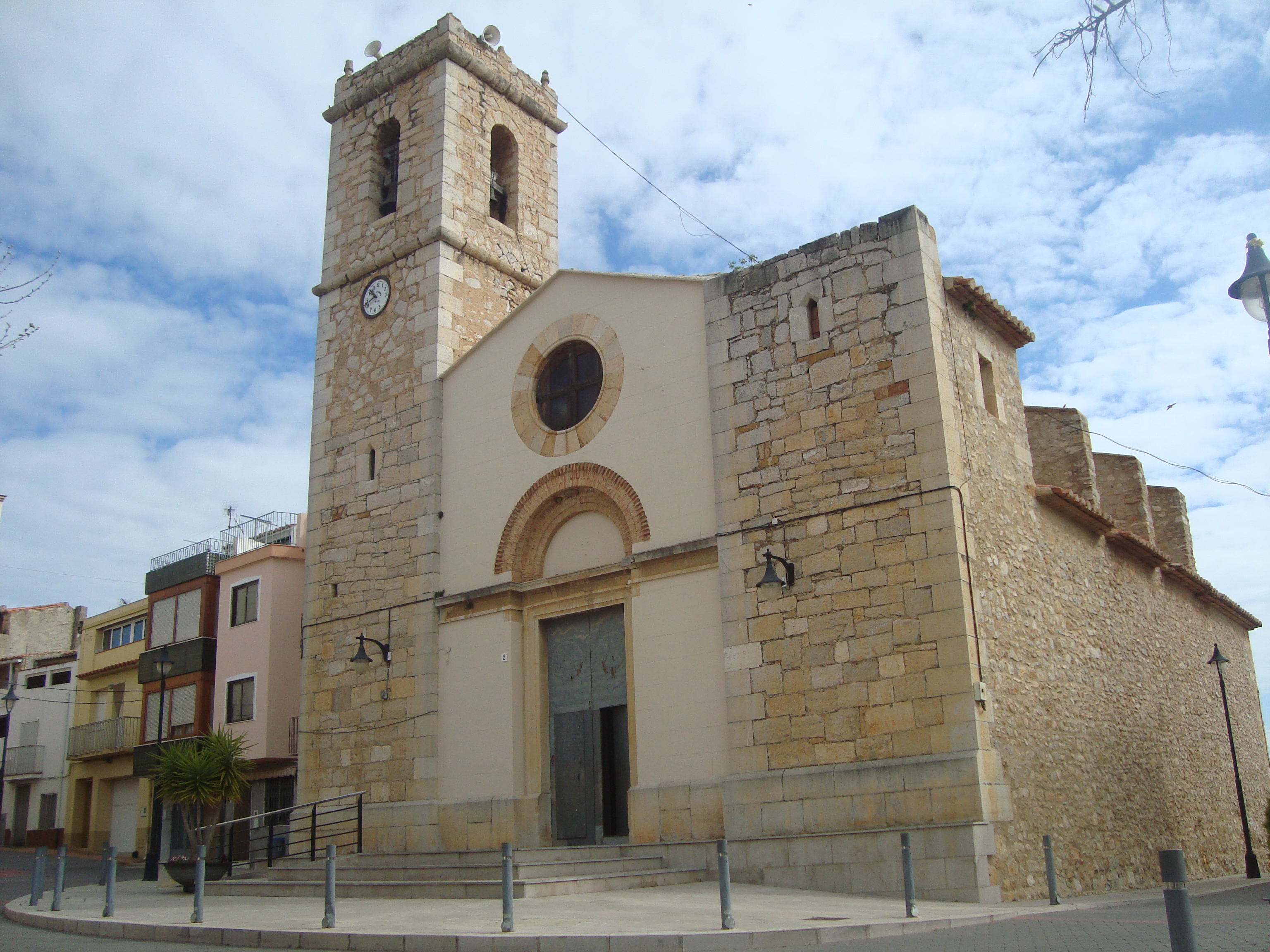
Iglesia parroquial de Santa Quitèria (La Torre d'en Doménec)

- Iglesia parroquial de Santa Quitèria (La Torre d'en Doménec)

- Pont Vell. Puente Viejo del Estornés.Ermita de la Mare de Déu de la Font de la Torre d'en Doménec

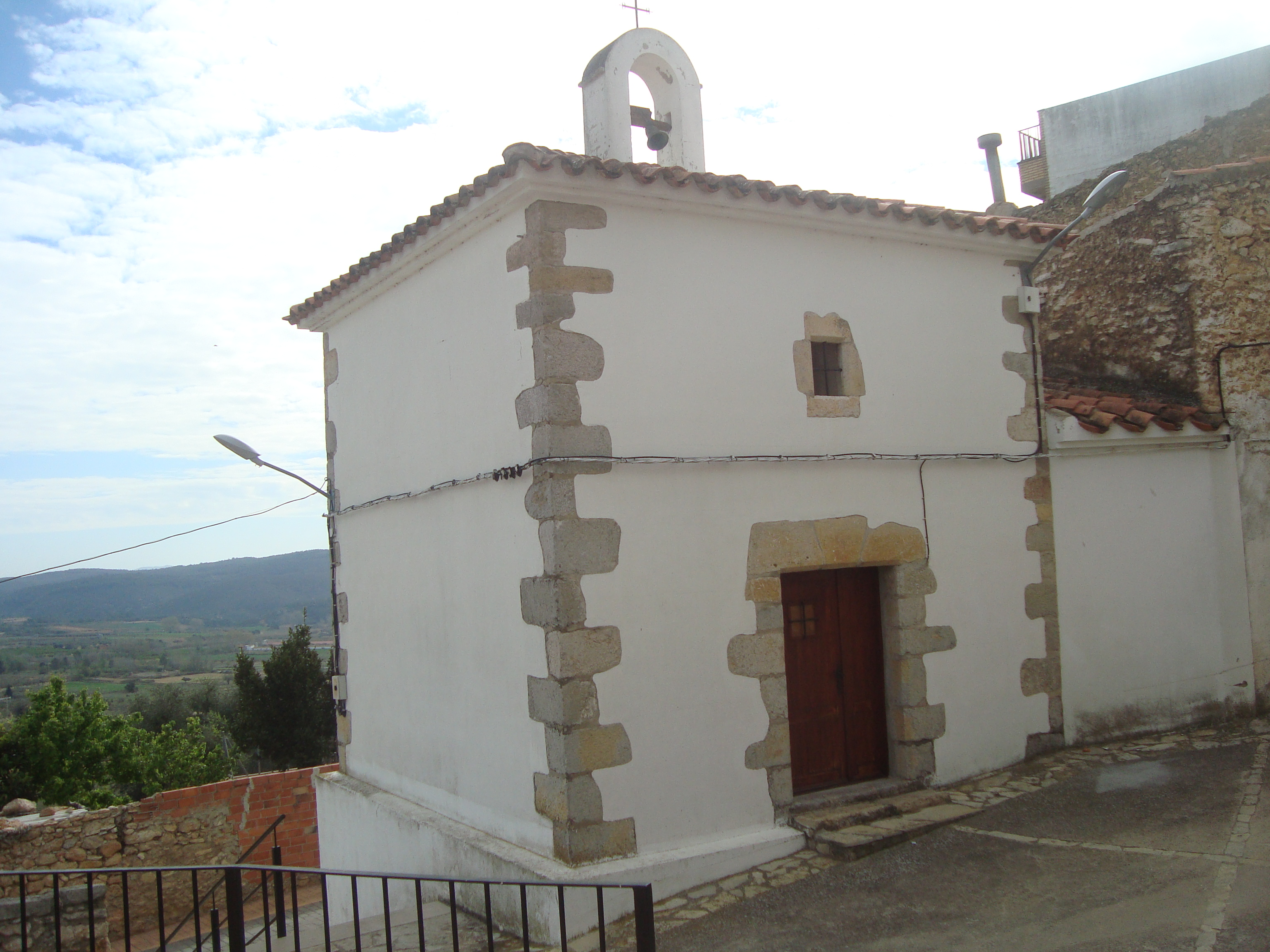
Ermita de la Mare de Déu de la Font de la Torre d'en Doménec

## Fiestas
- Fiestas Patronales. Se celebran del 25 de julio al 7 de agosto en honor a Santa Quiteria y San Onofre. Toros, verbenas, competiciones deportivas, espectáculos diversos, etc.

## Gastronomía

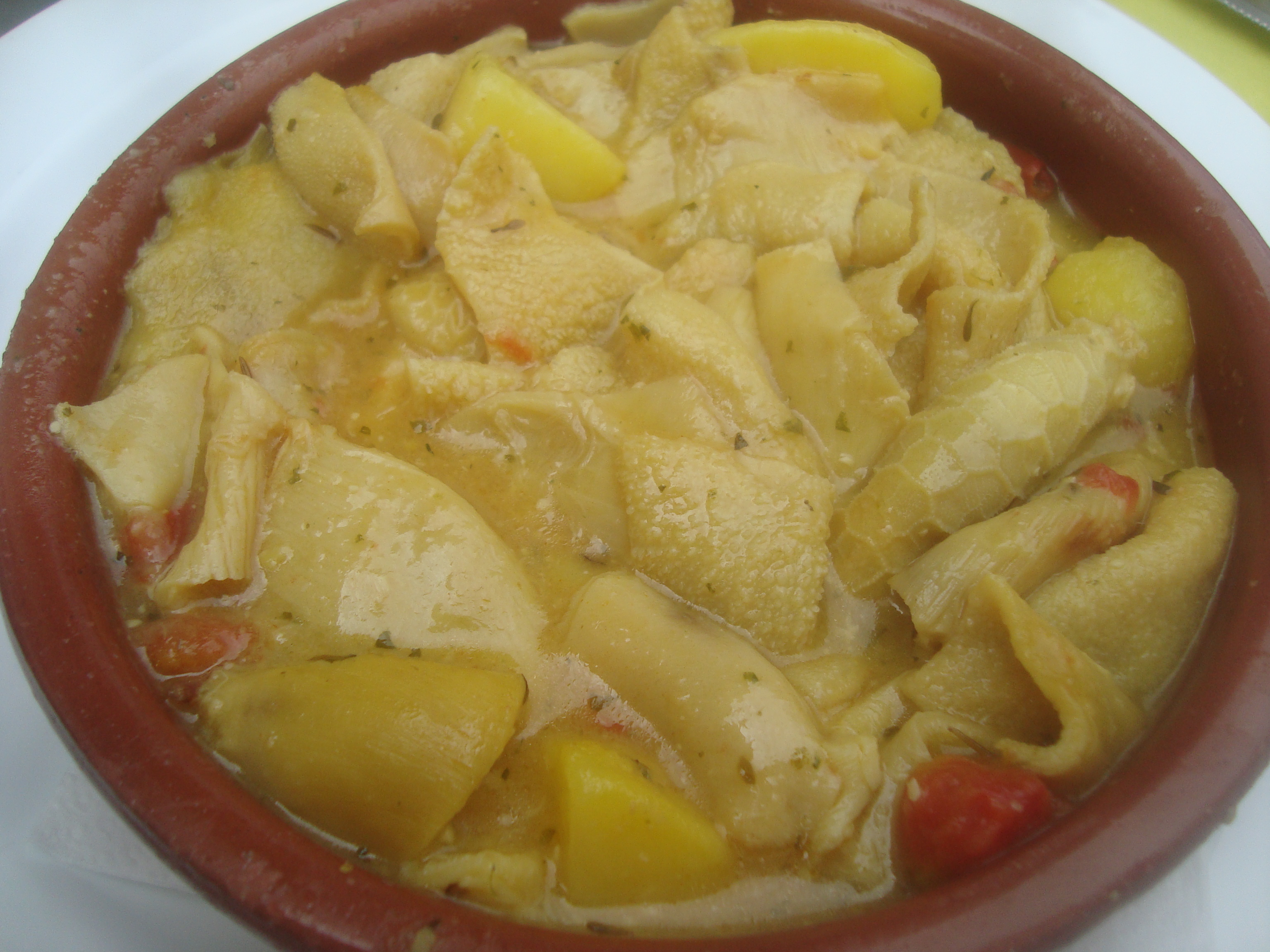
Callos de cordero.

De entre sus platos típicos destacan la olla, el puchero, el cocido, la paella, el tombet, los callos.

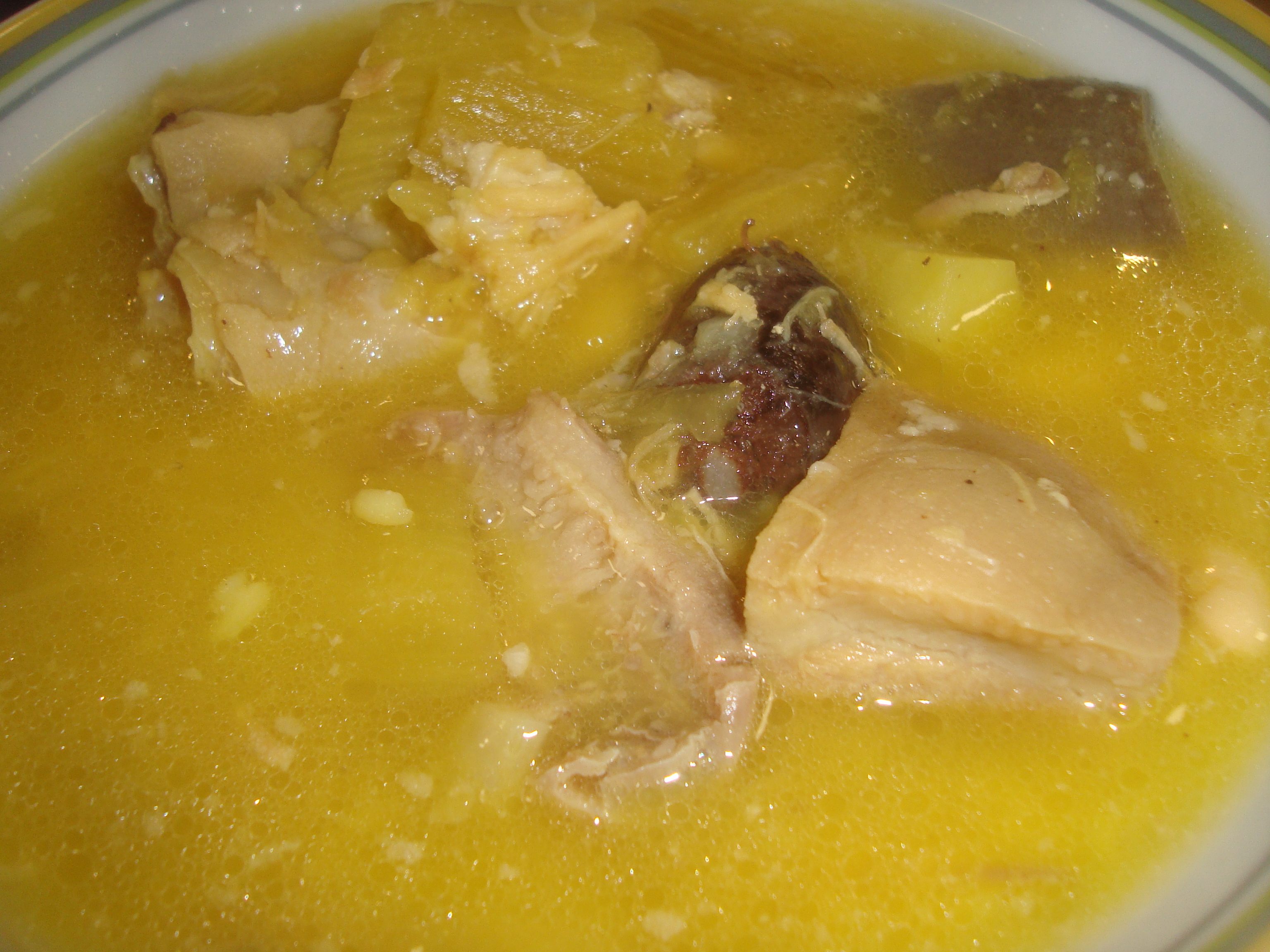
Plato de Olla.

## Política
| Periodo   | Nombre                     | Partido |
| --------- | -------------------------- | ------- |
| 1979-1983 | Daniel Pastor Pastor       | PP      |
| 1983-1987 | Jaime M. Martínez Andrés   | PP      |
| 1987-1991 | Jaime M. Martínez Andrés   | PP      |
| 1991-1995 | Jaime M. Martínez Andrés   | PP      |
| 1995-1999 | Jaime M. Martínez Andrés   | PP      |
| 1999-2003 | Jaime M. Martínez Andrés   | PP      |
| 2003-2007 | Jaime M. Martínez Andrés   | PP      |
| 2007-2011 | María Amparo Bort Ferrando | AETT    |
| 2011-2015 | María Amparo Bort Ferrando | AETT    |
| 2015-2019 | Héctor Prats Barreda       | PP      |
| 2019-2023 | Héctor Prats Barreda       | PP      |

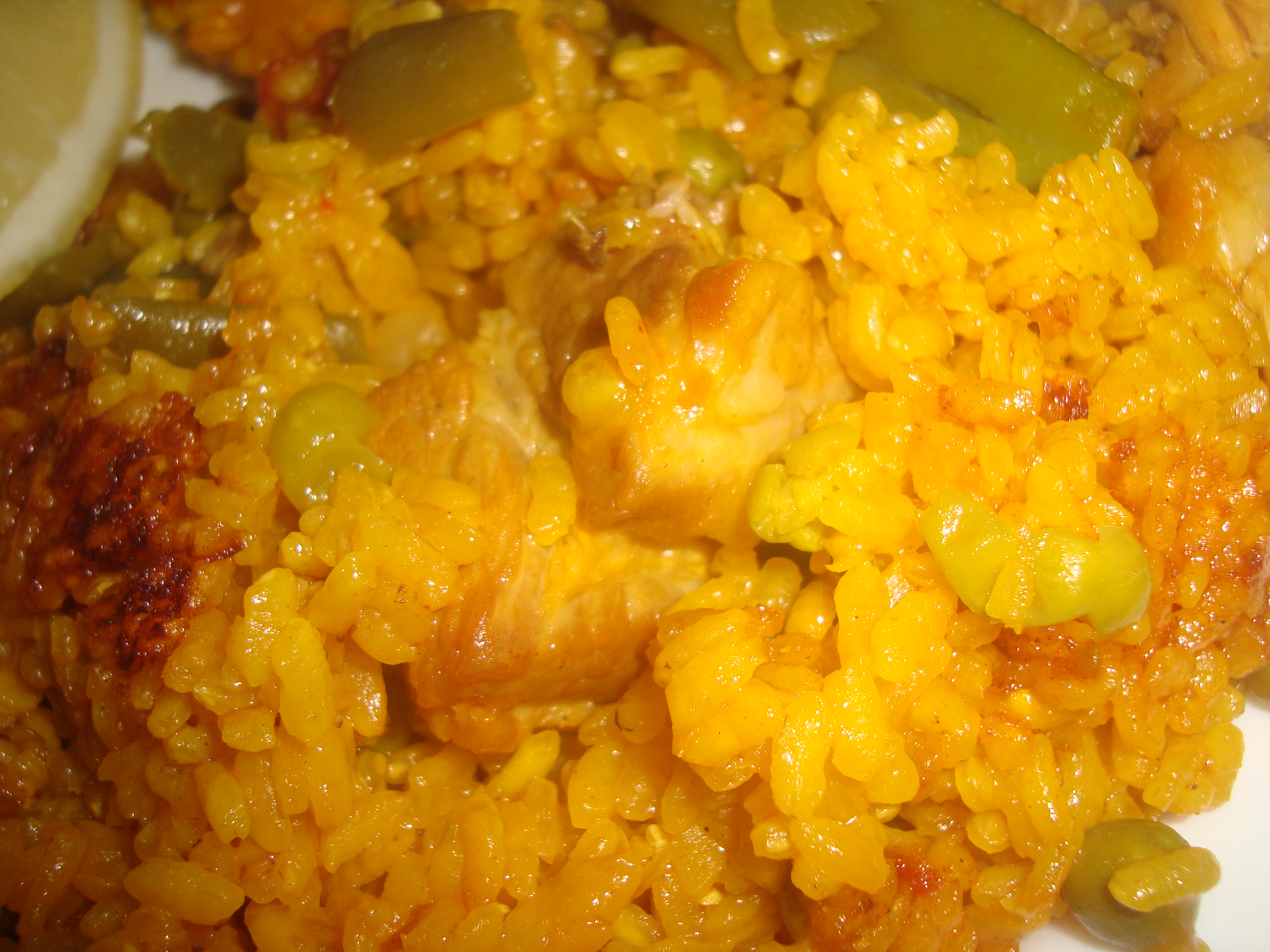
Plato de arroz de paella valenciana

AETT: Agrupació d'Electors Treballem per la Torre